# Yung Beef
Fernando Gálvez Gómez (Granada, 23 de enero de 1990), conocido artísticamente como Yung Beef, es un rapero y productor discográfico español. Principalmente reconocido como uno de los pioneros del trap español. Se dió a conocer a principios de la década de 2010 junto al grupo PXXR GVNG.
Comenzó su carrera con el colectivo granadino Kefta Boyz, saltaría a la fama luego de su unión con Kaydy Cain, Khaled y el productor Steve Lean como PXXR GVNG. A su vez es el propietario, CEO y cofundador del sello discográfico independiente La Vendición Records, que sirve como plataforma de lanzamiento para jóvenes talentos del género urbano. Yung Beef es considerado a día de hoy como una de las figuras pioneras en introducir el género trap en España, así como de influir a muchos otros artistas en la escena latinoamericana que posteriormente adoptarían también estos sonidos, sobre todo de la escena chilena, argentina y mexicana.
Su carrera como solista comenzó en 2013 con la publicación de su mixtape A.D.R.O.M.I.C.F.M.S. (All Diz Ratchets On Me I Can't Feel My Soul), la primera de su saga de álbumes más conocida . Desde sus comienzos, el estilo de Yung Beef se ha caracterizado por su afán de experimentación e innovación constante, sus composiciones multifacéticas y cargadas de referencias (aunque dentro de todo suele primar la estética gángster y temática callejera), la versatilidad de flows a la hora de cantar y su alta productividad a la hora de sacar nuevo material.
Al margen de la música, Yung Beef también hizo su debut como modelo en junio de 2016, desfilando en la semana de la moda de París y siendo imagen de una una campaña de ropa interior de Calvin Klein, junto a otros artistas. Asimismo, en 2018 debutó como actor con un papel de coprotragonista en el corto independiente Mala Ruina de Carlos Salado (spin-off de su aclamado primer largometraje Criando ratas).
Además es padre de dos hijos, Romeo y Rosario, dedicándole una canción a su primer hijo llamada Lil Romeo. 

## Biografía

### Primeros años
Yung Beef nació y vivió gran parte de su infancia y adolescencia en Granada. Hijo de padres separados, Yung Beef fue criado junto a sus dos hermanastros, Pablo y Carmen, por su madre "Piru" Gómez y su padrastro Rafael "Fale" Carrión Pérez desde los tres años. Éste último cumplió condena en una prisión de Marruecos por tráfico de hachís durante gran parte de la adolescencia de Yung Beef. En lo referido a su padre biológico, Yung Beef nunca se ha pronunciado al respecto. 
Desde pequeño tuvo que lidiar con la pobreza y la marginalidad de su familia y el ambiente de su barrio natal, el Albayzín. Esto se ve reflejado en múltiples canciones de temática callejera. Yung Beef ha declarado en varias veces que se vio obligado a vender droga y delinquir para subsistir y que la música sólo era un pasatiempo que le apasionaba.
En una entrevista confesó que a los once años tuvo su primera experiencia con la marihuana. Comenzó a trabajar desde una edad muy temprana: a los trece años ya recogía chatarra junto a su tío en las calles de Granada y alrededores, y a los catorce ya hacía dinero vendiendo marihuana y hachís. A los dieciséis se independizó y tenía un punto de venta de droga junto a más compañeros dentro de los cuales germinaría el colectivo Kefta Boyz, donde vendían diferentes sustacias, sobre todo MDMA, marihuana y hachís. Según el propio Yung Beef, en cuanto él y varios amigos tuvieron la edad de tramitarse el pasaporte, hicieron su primer viaje a Marruecos para comprar hachís. Los Kefta empezaron a traficar cada vez más cantidades de lo que fuera, de África a Europa. En esa época, como una organización, trabajaron en España, Italia, Inglaterra y Francia. Yung Beef lo define como: "malianteo sureuropeo" en sus propias palabras. A los dieciséis años ya estaba fuera del instituto tras sacarse la ESO. A los 17 años emigra a Londres para trabajar en cocina. Al cabo de un año estaba trabajando en el sector de la hostelería en Marsella.También vivió en Clichy-sous-Bois y en el barrio rojo de Pigalle en el IX Distrito de París, donde trabajó fregando platos durante una temporada. Regresó a Granada pero un tiempo después, en 2010, se mudó a Londres, donde ejercería en el sector hostelero como Kitchen Porter. Finalmente volvería a España definitivamente en el año 2013. 
Fue en estos sitios donde expandió su afán musical por el movimiento underground del hip-hop, influenciándose de la escena londinense grime y del rap francés, con exponentes como Booba, Mafia K'1 Fry etc, además de expandir su conocimiento del rap americano siendo conocedor de todas las ramas del rap. Esto le ayudó a diferenciarse del sonido del rap español, aunque ha reconocido en varias ocasiones escuchar a Hablando en Plata Squad, Triple XXX, Mucho Muchacho o Kase.O cuando era pequeño. Yung Beef siempre ha escuchado rap desde que era pequeño gracias a su padrastro, quien le enseñó discos de Eddie Dee, Vico C, Kid Frost, Tony Touch, Hurricane G, 50 Cent, The Diplomats o The Notorious BIG, pero no se queda anclado a este género, dado que tiene un gusto musical muy variado reflejado en su música. Ha citado como referentes en el hip-hop americano nombres desde Tupac, Prodigy, Nas, Scarface, Cypress Hill, Jay-Z, Pimp C, Lil Wayne hasta Nipsey Hussle, Young Thug, Young Dolph, Gucci Mane, Waka Flocka Flame, Young Scooter, ASAP Rocky, French Montana, UGK, Three 6 Mafia, Chief Keef, Lil B y un largo número de raperos estadounidenses siendo las escenas del Memphis rap y Dirty south dónde más se inspiró a la hora de hacer su música. En el hip-hop de España encontró inspiración en raperos como Haze, Mala Rodríguez, Triple XXX, Hablando en Plata Squad y Asesino 1.8.7 entre muchos otros. En el hip-hop latino gente como Tego Calderón, Kendo Kaponi, Temperamento, Julio Voltio, Ñengo Flow, Mexicano 777, Tempo, Monkey Black, Big Mato, El Cirujano y Los Hijos de Yayo. Yung Beef es tambien muy fan del reggaetón, donde nombra a exponentes como El General, Baby Rasta & Gringo, Héctor "El Father", Omega "El Fuerte", Don Omar, Arcángel, Jory Boy o Ñejo. 
También le influencian artistas que no tienen nada que ver con el movimiento urbano, como Lana Del Rey o Amy Winehouse. Es fan de géneros como el tekno, el breakbeat, el rock (donde nombra a Jimi Hendrix como su favorito y presta especial atención al rock andaluz de Pata Negra y Triana entre otros), o el punk, con  referentes como Sid Vicious. Los géneros latinos como el funk carioca, la bachata, el merengue y sobretodo la salsa, donde nombra a Cano Estremera y Héctor Lavoe como sus favoritos. Tambien le gusta el raï de artistas como Cheb Khaled, Cheb Bilal y Cheb Hasni entre otros, e incluso ha nombrado a exponentes del manele rumano como Florin Salam.
Pero la principal inspiración para Yung Beef junto al rap es el flamenco. Se ha criado escuchando a exponentes como Camarón de la Isla, El Torta, Manuel Agujetas, Canelita, Tijeritas, José Mercé, Diego el Cigala, Enrique Morente, Lola Flores y demás cantaores, teniendo una especial presencia las rumbas de Los Chichos, Los Chunguitos, Las Grecas, etc. Ha declarado ser un verdadero fan del cine de culto además del cine kinki español con gente como El Pirri o El Vaquilla. En sus gustos muy noventeros se encuentra el anime y el manga muy recurrentes en sus canciones, los videojuegos (a los que considera el arte del siglo XXI). Su género favorito son los JRPG, donde destaca Final Fantasy VII como su juego favorito por excelencia. A Yung Beef también le gusta el fútbol y otros deportes. También se ha visto que de pequeño solía hacer skate y pintar graffiti. Nombró como referentes en su estilismo a Tupac, Dapper Dan y Prince.

## Carrera musical

### 2010-2013: Inicios musicales: Kefta Boyz
Comenzó su carrera en la música en el año 2010 con su colectivo Kefta Boyz, aunque anteriormente ya habia intentado hacer música. Dicho grupo en realidad es un gran número de amigos y sólo unos pocos rapeaban por gusto en su tiempo libre. En realidad el miembro más interesado y activo con la música era el propio Fernando, quién ya rapeaba desde antes de que en el año 2010 publicara su primer freestyle en YouTube. Han sido varias las ocasiones en las que El Seco ha declarado que Kefta Boyz surge como una "organización criminal" de distintos barrios de Granada, sobre todo del Albayzin, que pasaba su tiempo libre haciendo música. Se les considera la primera piedra en el trap español, siendo los pioneros en España. Se sabe que Kefta Boyz se denominaron con ese nombre mucho antes de su inicio en la música, dado que desde la adolescencia este grupo de amigos se hacia llamar así y firmaba sus grafitis con este nombre junto a la crew granadina WKS (Warreando Kon Stilo). Tambien el grupo adoptó otros sobrenombres como el de Flush Gvng, Niños Kefta o Keftawas. 
Debutó como rapero con el AKA de El Seco (estilizado como El Secx o Secx Bxy). Este nombre es su apodo desde pequeño debido a su delgadez.  
Tras varios sencillos liberados en medios como Soundcloud junto a miembros de Kefta Boyz como El Mini, Khaled o Hakim, en el año 2011 el colectivo se centra en grabar música y tomárselo más en serio. Ese año estuvo dedicado a grabar temas y subirlos a redes sociales o distribuir las canciones en formato MP3 a sus amigos y la mayoria de canciones no fueron subidas oficialmente hasta enero de 2012. En 2011 destaca su colaboración con el rapero Payo Malo, oriundo de Granada. En esta época era una constante en su carrera el subir temas a plataformas y borrarlos al poco tiempo. 
En enero de 2012 publica su primera mixtape titulada RIP SECX BXY 199X-1999. En esta mixtape se encuentra la canción «RIP SECX 199X-1999», que llamaría la atención en el underground español. 
Desde principios de 2012 se atreven a publicar el material grabado en años anteriores y Kefta Boyz saca su primera mixtape, Kefta Boyz Mixtape (grabada entre 2010-2011). De esta mixtape se sabe que no publicaron todos los temas que en un principio habían grabado quedando incompleta y siendo un unreleased. Por parte de El Seco liberaría a través de Soundcloud una mixtape junto a El Mini titulada: Posgrades Boyz (grabada entre Londres y Marsella en 2011-2012), que empezaría a tener una pequeña repercusión. Su estilo en este tiempo ya se orientaba hacia el trap pero abarcaba más subgéneros que nunca se habian tocado en España como el grime, phonk, cloud rap e incluso reggaetón y dembow. 
En febrero de 2013 libera otra mixtape titulada Yung Beef Mixtape, en la que presentaría su nuevo nombre junto al productor de Kefta Boyz y DJ de techno Eseig Saint Laurent alias El Largo. A partir del 2013 pasa a llamarse artísticamente Yung Beef. También utiliza su variante en el reguetón como Fernandito Kit Kat.
Según se cuenta el nombre es debido a la canción “Young and Beautiful” de la artista Lana del Rey. Cuenta Fernando que el nombre surgió "de colocón" en Londres con su amigo Marcielo Alma en Pena miembro de Kefta Boyz, desmontando dicha teoria.
Ya a principios de 2013 vuelve a su ciudad natal después de migrar a Inglaterra y Francia. Contacta via internet con un joven Steve Lean y trabajan por primera vez a distancia en Yung Bricks Mixtape, trabajo publicado en Soundcloud a finales de mayo, donde destacan varios temas como «Santuario» y «El Canelita».
En 2013 sigue liberando sencillos a través de SoundCloud y YouTube, cogiendo cada vez más notoriedad y trabajando por primera vez con Steve Lean y Cecilio G, a los que conoció por internet. Parte de Kefta Boyz migró de Granada a Barcelona para avanzar en su carrera musical y profesional. A mediados de año Yung Beef y los Kefta asistirían como público a un concierto del grupo madrileño Corredores de Bloque, del cual formaba parte D. Gómez (más conocido como Kaydy Cain), y formaron una amistad entre los dos colectivos que estaban cambiando el paradigma del rap nacional. 
En ese mismo año Kefta Boyz consiguió bastante reconocimiento en el movimiento español en canales como El Último Plan B o Show Bizness y con sencillos como «Million Euros Leggins» o «Cartier». Después de esto se mudaría definitivamente a Barcelona, concretamente al barrio de El Raval. Tras un concierto en Barcelona junto a Malakay Split, Cecilio G. y Corredores de Bloque, se formó el grupo PXXR GVNG, con los raperos D.Gómez AKA Kaydy Cain, Khaled y el productor barcelonés de ascendencia uruguaya Steve Lean, considerados el grupo más influyente del género urbano y los pioneros del trap en España.
Yung Beef lanzó el 6 de diciembre del 2013 su primer álbum, A.D.R.O.M.I.C.F.M.S., producido completamente por Steve Lean. El nombre es un acrónimo de All Diz Ratchets On Me I Can't Feel Ma Soul. Un álbum con el sonido trap y cloud rap que caracterizaba a los Kefta Boyz, con una estética Vaporwave de donde saldría uno de los mayores clásicos de Yung Beef, su «Intro A.D.R.O.M.I.C.F.M.S.» que lo catapultó al estrellato acumulando casi 16 millones de visitas en YouTube, hasta que la plataforma borró el videoclip. La canción fue considerada una de las 30 mejores canciones del 2014 por la revista Rolling Stone[cita requerida].
El trabajo está completamente producido por Steve Lean, que refleja por un lado una vibra melancólica y emocional y por otro lado la crudeza callejera. El disco tiene un formato físico muy exclusivo, distribuido a mano por Yung Beef y sus amigos si ibas a su punto y comprabas, en conciertos del grupo e incluso por internet. Es un CD casero autoproducido por ellos mismos, por lo que cuenta con muy pocas existencias.

### 2013-2017: PXXR GVNG y La Mafia del Amor
Su carrera continuaría mudándose definitivamente a Barcelona con PXXR GVNG, que saltaría a la fama en el año 2014 consiguiendo una buena "fan base" e iniciando el movimiento del trap en España. También con su grupo paralelo La Mafia del Amor, grupo reggaetonero, fueron de los primeros raperos en saltar al reggaetón en España, en una época en la que el reggaetón era muy criticado por los raperos españoles y rechazado por el público hip-hop.
Tras los beef con SDJ Crew y MDE Click (grupos muy reconocidos en ese momento y cerrados al estilo boom bap), PXXR GVNG empezaría a hacer ruido en la escena creando un cambio de paradigma en el hip-hop español.
Seguirían publicando canciones y logrando cada vez más visitas, fans y también más detractores al no entender el género trap. En verano de 2014 YouTube baneó el canal de PXXR GVNG perdiendo así muchas canciones y contenido (que más tarde sería resubido por los fans). El cierre de su canal fue debido a varios strikes de YouTube sobre portadas violentas y con contenido sexual del grupo así como por el video de «Chanel» y el videoclip de «Design» (que duró menos de 24 horas disponible por su contenido erótico), motivando el cierre del canal definitivamente. Sus seguidores e incluso gente que no les gustaba el grupo comenzaron a usar a modo de protesta el #FREEPXXRGVNG que llegó a ser trending topic en España.
Pese a este contratiempo, el grupo crearía un nuevo canal de YouTube donde casi semanalmente liberarían su música contando con éxitos como «Pimpin», «Pxxrin», «Burgundy», «Exx-Drugdealer» y «Luv Me», llegando a tener millones de views. El 20 de septiembre actuarían en las Fiestas de la Merced ante casi 10.000 personas, que en palabras del grupo, fue un punto de inflexión en su carrera al ver a tanta gente disfrutar su música. Esto haría que fueran en serio y enfocados en su carrera musical.
El 18 de octubre Yung Beef publicó la mixtape #FreeMolly con hits como «Intro #Freemolly» y «La Pasión de Beefie», además del remix de «Switch It Up» del productor TM88 y el rapero estadounidense Yung Bzo. Antes de eso, en el verano de 2014 también publicó una mixtape de reggaetón llamada Los Gangster también lloran The Mixtape donde destaca el tema «Wasap Broky» junto a Kaydy Cain y Khaled. 
A finales del año, PXXR GVNG llama la atención del colectivo de productores 808 Mafia formado por algunos de los mejores productores de Estados Unidos como Southside, Lex Luger, Metro Boomin o TM88 y firmarían a Steve Lean para el grupo y con el sub-sello de 1017 Brick Squad (uno de los sellos más importantes del trap fundado por Gucci Mane en ese momento en prisión) de 36 Bricks House dirigido por Southside, Luger y Waka Flocka.
El 17 de noviembre del 2014 sale a la luz el primer trabajo del grupo como La Mafia del Amor llamado La Mafia Del Amor Mixtape con los éxitos «Dame un Beso», «LMDA» y «Bonita» además del sencillo «Maldades» uno de los mayores hits del grupo. En este tiempo PXXR GVNG organizaría "Trap Jaus" una fiesta en Razzmataz que hacían cada semana muy importante para la escena.
2014 es una época convulsa para el grupo, donde Yung Beef anunciaría trabajos que nunca llegaron a publicarse como Raxet God Mixtape, Posgrades Boyz 2 junto a El Mini y Jeques del Autotune junto a Kefta Boyz. Si bien esto es una constante en la carrera de Fernando cierto es que estos tres trabajos contaron con adelantos e incluso portada a diferencia de los demás.
Con el éxito cosechado en redes sociales y el movimiento que lideraban, a finales del año Sony Music contacta con ellos.
El 2 de febrero del año 2015, PXXR GVNG y el grupo Lo$ Zafiro$, se unen como Los Yumas y lanzan una mixtape colaborativa llamada Los Yumas Mixtape que tuvo una gran repercusión en la escena. Grabada en tan solo 2 días, cuenta con los hits «Los Foreign», «YOLO» y «Duele».
El 24 de febrero, La Mafia del Amor presenta otra mixtape llamada Voulez Vous Coucher Avec Moir donde participaría el dúo de productores El Combo Perfecto.
En solitario publicó varias mixtapes; el 26 de febrero liberaría Trunks Future Bricks puro trap en donde aparece la canción «Trunks» producida por Tarentino, el 23 de marzo publicó Ballin No Champions League 2K15 un EP de 5 temas junto a Steve Lean donde también participaría 808 Mafia, destacando la colaboración póstuma de la leyenda del underground estadounidense OG Double D asesinado en 2013. El 10 de mayo lanzó Strap Wars un EP de 5 temas en colaboración con Hakim Lemonhaze donde aparece «Ni Sepo Ni Sapo», un gran éxito. Tras publicar varios sencillos exitosos con PXXR GVNG como «La Reina del Punto», «Tengo Que Calmarme» junto Marko Italia, «Fukk At Me Now» junto a Takers, «Timeburgers» , «Luv Music», «Perros Callejeros», «IMOMANPAPISHIT», «Se Siente Sola», «Like Yo» y «KLK» junto al puertorriqueño Alex Kyza, su popularidad aumenta anunciando un LP de PXXR GVNG haciendo público su colaboración con Sony Music, algo muy polémico. 
El 24 de Julio de 2015 sale a la luz All Diz Ratchets On Me I Can't Feel Ma Soul 2, un disco con una importancia clave en el juego del rap y uno de los mejores trabajos de Yung Beef hasta la fecha, cuenta con la producción principal de Steve Lean pero en el proyecto hay productores de talla mundial como: Metro Boomin, Southside, Lex Luger, Tarentino y TM88 junto al grupo londinense OFB. Este disco está enfocado en demostrar la calidad de Fernando, en ese momento colaborando con Sony, liberó un album independiente con sonido trap puramente de Atlanta en la mayoría de canciones. Destacan «Beef Boy» producida por Metro Boomin y Southside y una de las canciones más exitosas y aclamadas del artista; «27/Ready Pa Morir» producida por Steve Lean.
El 14 de agosto La Mafia del Amor junto a Sony Music publican un EP colaborativo con El Combo Perfecto titulado Amor Bandido compuesto por 3 únicas canciones; «Amor Bandido», «Maldades (Remix)» e «Independiente», siendo todas un éxito.
En verano de 2015, el 28 de agosto lanzaron el LP Los Pobres en iTunes y en físico, y más tarde el 25 de septiembre para todas las plataformas digitales junto a la multinacional Sony Music (aunque solo le dieron la licencia del disco y rechazaron varias ofertas de contrato). El álbum fue uno de los mejores 50 discos nacionales de la década por la revista Rockdelux. 
Después de su asociación con Sony Music, que en palabras de Fernando fue su peor etapa artísticamente hablando dado que le restringieron la libertad creativa, como han confesado en entrevistas, le vendieron un disco “troll” dado que Steve Lean usa bases monótonas, se reciclan barras de otras canciones ya sacadas o directamente se reciclaban canciones como en el caso de «Pobres» , «I Love Pussy» , «Ex-Drugdealer» y «Pxxrin» que ya estaban en su canal de YouTube, dicen que grabaron con el autotune “mal puesto” (sin intención artística como caracteriza al grupo) y siendo repetitivos en las letras de las canciones como en el sencillo «Tu Coño Es Mi Droga». Al día siguiente de liberar el disco siguieron sacando canciones en su propio canal de YouTube y no le dieron promoción alguna salvo lo que obligaba Sony, como pudimos ver cuando fueron al programa de #VodafoneYU de Los 40 principales, salir en MTV Spain o actuar en el programa de Televisión Española, "Alaska y Segura".
Yung Beef declaró en una entrevista que no se arrepiente de esto dado que le sirvió para entender la industria y posicionarse. Después de su etapa con Sony crearon su propio sello independiente La Vendición Records  a finales del 2015, con el fin de que nadie sea dueño de su música y tener libertad creativa en todo momento.
2015 es uno de los años más fuertes del grupo, donde llegan a telonear a Daddy Yankee, colaborar con Mala Rodríguez o con los diseñadores María Escoté y Roberto Piqueras. Tambien fué un año lleno de polémicas debido al beef mantenido con su antiguo amigo Cecilio G, que empezará a finales de 2014 y conforme pasaban los dias se iban uniendo mas colectivos creando dos bandos: Takers, Lo$ Zafiro$, Fat Montana etc de parte de Los Pobres y Malakay, PAWN Gang, Dora Black (Pimp Flaco y Kinder Malo), Dicc etc de parte de Cecilio. Un beef muy seguido por las redes y que transcurría en Barcelona con peleas y vídeos muy virales.
El 7 de septiembre La Mafia del Amor publica uno de sus mayores éxitos Xapiadoras The Mixtape donde se encuentran los clásicos «Xapiadora», «Ya Noi» y «Tropical» éxitos que ya venían precedidos por «La Disco Resplandece» el mayor hit de La Mafia del Amor.
El 31 de octubre de 2015 libera una mixtape en YouTube llamada Microbio Mixtape junto al difunto rapero G Kalle del colectivo Yayo Boyz.
El 23 de diciembre de 2015 publicaría su obra culmen de reggaetón, el álbum Perreo de la Muerte donde colaboran en producción Kiid Favelas, Faberoa, Pipo Beatz y el puertorriqueño Yampi. Con la DJ mexicana Rosa Pistola como productora ejecutiva y hoster logra crear un sonido oscuro, santero, satánico y bizarro pero a la vez divertido, callejero, de la mata, fresco, bailable y violento.
A finales del 2015 publica «El Papasito Bars» junto al famoso productor Cookin Soul, el adelanto de un EP colaborativo llamado Los Papasitos que no vería la luz aunque si fueron publicadas varias canciones como «Cleopatra» y «Cocinando Filete».
En este tiempo se iniciaría Perreo 69, fiestas ocasionales organizadas por La Vendicion por todas las ciudades de España en especial Barcelona.
En 2016 el grupo continuó sacando música a través de su canal de YouTube, éxitos como «Pablo», «La Cumbia de Satanás» o «DNI» pero los cuatro se centraron más en su carrera solista (aunque colaboraran continuamente). Tras la gira de PXXR GVNG por Latinoamérica, en su paso por Chile descubre a un joven de 16 años llamado Pablo Chill-E firmándolo para La Vendicion e impulsando su carrera. En España también acogerían a Los Sugus firmando para La Vendicion cuando eran menores de edad, de este grupo saldría MC Buzzz, Manny El Domi y Tanito930 famosos por protagonizar el famoso ojo morado de Pimp Flaco.
En julio publicó una mixtape de 3 canciones llamada Gang Tapes en YouTube, su adelanto publicado en junio fué el videoclip de «La Pinga Ke Te F#*K».
La Mafia del Amor publicaría el 25 de mayo Sé Lo Que Hicisteis El Ultimo Verano Mixtape donde aparece el hit «Multiorgásmica» y más adelante el 16 de septiembre Pegao en YouTube una de sus mixtapes más exitosas dado que era un recopilatorio de hits de La Mafia del Amor.
En este mismo año, Fernando sacaría una mixtape dedicada a su paso por el modelaje titulada Fashion Mixtape el 16 de septiembre y producida por 808 Mafia íntegramente.
El 23 de diciembre saca un mixtape colaborativo con el rapero salvadoreño Fly Migo Bankroll titulado La Última Cena.
También en 2016 ocurrió su ya legendario concierto en el Primavera Sound donde versionaron sus canciones con una banda de salsa. Durante el festival también tendrían tiempo de realizar una entrevista junto a Los Chichos, uno de sus grupos referentes. Ese mismo años actuaría en la PPP Block Party en el Moulin Rouge y en el Fête de la Musique de París además de bolos por toda España, su gira en Latinoamerica y una parada en Londres. A mediados de 2016 lima su "pique" con su amigo DELLAFUENTE y a finales del año se publicarian dos colaboraciones entre los dos artistas granadinos: «Marketing» y «Mercedes McLaren SLR».
A principios del año 2017 publica el videoclip del single «Pole Position». En febrero de 2017 PXXR GVNG se rebautiza como Los Santos y en marzo sacarían su último trabajo llamado Pxxrificación.
El cambio de nombre, según PXXR GVNG en una entrevista, es debido a que ya no eran pobres y llamarse PXXR GVNG era engañar a la gente, también se debió a la salida de Steve Lean del grupo tras anunciar vía Twitter que iba a ingresar en la cárcel, aunque Fernando confirmó que Sony Music se apropió el nombre de PXXR GVNG y debieron cambiar el nombre. Aunque tanto Yung Beef, Kaydy Cain, Khaled y Steve Lean siguen colaborando en la actualidad, en 2017 PXXR GVNG/Los Santos sacaría su último trabajo juntos. Los Santos publicaron el 24 de marzo Pxxrificación álbum con canciones como «2K14DPG» y «Trappin en el Vaticano» junto a Side Baby (DARKSIDE777) del grupo italiano Dark Polo Gang.
Este mismo año Beefie anunció a través de su cuenta oficial de Instagram y Facebook la tercera parte de la saga A.D.R.O.M.I.C.F.M.S, tras algunos adelantos el álbum nunca vería la luz. Su amigo El Mini anunciaría vía Twitter la salida de A.D.R.O.M.I.C.F.M.S 3.33 así que Fernando decidió dejar la tercera entrega de la saga a cargo de El Mini y decidiría publicar la cuarta parte él.
El 14 de julio La Mafia del Amor publica sus 2 últimos trabajos el mismo día 808 & Xapiadoras con un sonido experimental entre trap y reguetón y Reggaeton Antiguo con reguetón más clásico.
El 2 de junio de 2017 publicó Kowloon Mixtape (hosteada por Enry-K y Mishii), donde colaboraría con el rapero neoyorkino Tekashi 6ix9ine (antes de su incidente con la ley y de colaborar con la justicia americana) en el tema «No Fucks» producido por Lex Luger. Uno de sus trabajos más avanzandos en cuanto al sonido musical trayendo el subgénero plugg a España e incluso con variantes dentro de este subgénero como lo son el pluggnb o el dark plugg. Su único adelanto fue el videoclip de «Fly Shit Only».
A mediados de 2017 acuerda un deal de distribución con el sello independiente americano Empire. Al finalizar el verano se muda a Madrid, concretamente al barrio de Lavapiés.
Tras liberar en su canal de YouTube varios adelantos de su próximo álbum como el videoclip de «Rosas Azules», «Daniela Bregoli», «Effy», «Balenciaga» y «CBR» decide a finales del 2017 archivar todas las canciones de su canal de YouTube, nadie sabe el motivo.

### 2018-actualidad: Carrera en solitario.
El 4 de enero del 2018 publica Grandes Clásicos un recopilatorio de temas antiguos que no estaban disponibles en Spotify. También aprovechó para subir a todas las plataformas de streaming sus trabajos antiguos añadiendo su discografía casi en su totalidad bajo el nombre de Yung Beef en todas las plataformas digitales.
A.D.R.O.M.I.C.F.M.S. 4 se publicó el 1 de febrero de 2018. Fue elegido el 27º mejor disco nacional de la década por la revista Rockdelux, superando al LP debut de PXXR GVNG, Los Pobres. Este es hasta la fecha, junto a los otros A.D.R.O.M.I.C.F.M.S, el trabajo más aclamado por los fans y la crítica especializada de Yung Beef.
La fecha del álbum fue anunciada el 17 de julio de 2017 en el videoclip de «Rosas Azules» el primer adelanto del album, en el mes de septiembre se anunció la publicación de la tercera parte de la saga A.D.R.O.M.I.C.F.M.S. pero finalmente el disco no saldría en esta fecha. Trás publicar en agosto el video de «Cold Turkey» y adelantar a lo largo de octubre «Balenciaga», «Daniela Bregoli», «Effy» y el videoclip de «CBR» no se supo nada del album hasta que en diciembre anunció el tracklist y una gira por toda España algunas ciudades de Latinoamerica y de Europa como Buenos Aires, Santiago de Chile, México D.F., París, Londres, Berlín y Milán. En enero publicaría el single «Me Perdí en Madrid» como último adelanto del album que vería la luz el 1 de Febrero de 2018.
Un disco que casi en su totalidad está formado por canciones de trap donde trabajaron productores de talla mundial como: DP Beats, TrePounds, Brodinski, D33J, Yampi, Kiid Favelas, LOWLIGHT, Los Del Control y principalmente Steve Lean.[cita requerida] Con un sonido triste, desgarrador, melancólico, mostrando su lado más profundo en un album oscuro y cargado de Auto-Tune pero a la vez armonioso, Yung Beef de la mano de Steve Lean trajo su proyecto más compacto y personal compuesto por puro trap llevado a otros niveles. El disco causó un impacto en España muy fuerte, sin ninguna colaboración exceptuando unas líneas de su amigo Hakim, Yung Beef consiguió poner el foco en algo que rozaba lo punk y lo underground, el disco vino acompañado de una gira por toda España, parte de Latinoamérica y Europa donde el directo de Yung Beef se volvió más oscuro gracias a la jaula que le acompañaba en sus performances junto a Hakim y la DJ Brat Star.
Sucediendo a Perreo 69 La Vendición organiza Infierno una fiesta semanal en Madrid. En 2018, le dió tiempo a publicar otros dos trabajos: El Plugg Mixtape el 3 de agosto, con la participación de Papi Trujillo, Soto Asa, Pablo Chill-E entre otros. El Plugg contó con tres adelantos, «Slime» una colaboración con el rapero de Atlanta, Slimesito a manos del productor ejecutivo Almighty Red que fue adelantada en Marzo con el nombre de "Slimed Ya", «Un Corazón y una Flecha» y el único videoclip del trabajo, «Heroína» junto a Pablo Chill-E. El Plugg contó con el trap más duro y salvaje donde incursionó de lleno en el subgénero plugg contando con el productor MexikoDro, pionero y mayor precursor del estilo además dos de los mejores productores del drill de Chicago como son DPBeats y Dolan Beats.
Traumatismo Kraneoencefálico el 14 de diciembre junto a Goa. Traumatismo Kraneoenceálico contó con una mezcla del emo trap y rock de Goa y un sonido más melancólico y depresivo de Yung Beef. Traumatismo Kraneoencefálico cuenta con dos éxitosos singles: «Red Hot Chilli Peppers» y «101 Dálmatas» además del videoclip de «Castlevania».
Este año, Yung Beef introdujo su famoso estilo de concierto en jaula en el festival Primavera Sound, donde daría uno de los conciertos más históricos del movimiento y tendría una entrevista junto a dos de los máximos exponentes del movimiento urbano de España como son C. Tangana y Bad Gyal, allí protagonizó un debate junto a Tangana sobre sus dos puntos de vista de la industria..
El debate desencadenaría un beef entre el antiguo Crema y El Seco donde intercambiaron palabras mofándose el uno del otro en Twitter e Instagram y un tema cada uno tirándose. El beef comenzó con una pullita de Tangana en su canción «I Feel Like Kanye», canción que sacó Pucho tras sus polémicas declaraciones sobre la corona española en esa misma entrevista. Fernando sacaría en tan solo dos días la respuesta a Tangana titulada «I FEEL LIKE KIM K RIP PUCHO» un remix de la canción «Yes Indeed» de Lil Baby y Drake, que sea una base de un tema de Drake alude a que C. Tangana se hizo famoso después de publicar 10/15 una mixtape donde todas las instrumentales eran de canciones de Drake. Tangana aprovechó la ocasión y sacó a la venta unas camisetas con la cara del Che Guevara sustituyéndola por la de Yung Beef diciendo que sacaría su tema cuando hiciera 20.000 euros vendiéndolas, Yung Beef sacaría la misma camiseta a la venta y más baratas "para ayudar a Tangana a sacar el tema", entre los dos lograrían la cifra estimada en tan solo 1 semana. El beef no se iría a lo personal y a día de hoy mantienen una relación cordial, aunque con distintos puntos de vista, son artistas que se respetan mucho. 
En el 2019 anunciaría la segunda parte de su saga de reguetón Perreo De la Muerte 2 que saldría a la luz el 1 de septiembre de ese mismo año, para su promoción se embarcó en una gira en ciudades como Barcelona, Madrid y Granada. En cada una hizo doble concierto con doble sold out. Un disco de reggaetón donde podemos escuchar los éxitos «Camino Solo» con Soto Asa, «Intro al Perreo» con varios artistas de la familia de La Vendicion y más tarde el remix de «Soy Bichote» donde participarían artistas tanto nacionales como internacionales. Más tarde publicó un EP de 5 canciones en colaboración con Papi Trujillo titulado Beef Jay.
En 2019 el artista colabora nuevamente con Primavera Sound al cargo de ser curator y organizador de un escenario propio para visibilizar artistas emergentes como La Albany (artista de La Vendición) e Ian Isiah; el escenario también contaría con capos consagrados del género urbano como DJ Playero y Hurricane G. Entre los 17 artistas que pisaron las tablas se encuentran también Mark Luva, Gangsta Boo, Goth Boi Clique, Japanese, Kodie Shane, Rico Nasty, Rosa Pistola, Somadamantina, Goa etc.
Este mismo año participaría en el programa Mixtape de Playz junto a su amiga Rosalía en una entrevista conjunta.
El 1 de mayo de 2020 publicó Shishi Plugg, un mixtape en colaboración con el rapero chileno Pablo Chill-E. En el disco, formaron parte diversos productores y artistas como: Papi Trujillo, PipoBeatz, Pochi, KookUp, DPBeats, SenseiATL, Rojas, Jay Ferragamo, OldPurp, Jaguarclaw, Brodinski, 645AR, Alex Fatt entre otros. El 11 de noviembre publicó un EP de 3 canciones de drill con YxungDY970 llamado Mononoke.
El 4 de diciembre publicó Sonrisas y Lágrimas, 2 mixtapes de reggaetón junto a los productores Paul Marmota y Pipo Beatz respectivamente. Sonrisas, producido por Paul Marmota, muestra el lado más experimental de Yung Beef incursionando en el ambient, dancehall, trap dancehall, neoperreo, dark ambient y sonidos electrónicos mezclados juntos a sonidos clásicos de reggaetón creando un concepto muy oscuro y distorsionado. Lágrimas cuenta con Pipo Beatz a los mandos y con un reggaetón de la mata, bailable y triste por momentos. Cuenta con grandes colaboraciones chilenas como Pablito Chill-E, Harry Nach, Polimá Westcoast, Julianno Sosa, Drago200 etc.  El 15 de enero participó en un EP de drill junto a Uzii Gaang y YxungDY970 llamado Drugrats.
El 16 de abril del 2021 liberó por fin El Plugg 2, después de estar publicando desde finales de 2019 snippets de varios temas y prolongar su salida varios meses. El disco fue anunciado 1 semana antes de salir sin apenas promoción. Con un sonido oscuro y sucio, trap y drill son intercalados a lo largo de las 24 canciones del álbum contando con éxitos como «Intro El Plugg 2», «Majin Vegeta» y «Metallica», este último sencillo alcanzó un gran éxito siendo la canción con mas streams de su carrera en solitario y consiguiendo ser disco de platino. El álbum hasta la fecha es uno de los favoritos del público más fiel al artista debído a su concepto experimental, violento, gore, crudo, oscuro, sin arreglos de producción o de ingenieria de sonido buscando la suciedad en su audio y por las siempre características letras del artista. 
Este mismo año y tras todo el verano publicitándolo y cambiar de fecha su lanzamiento, el 3 de diciembre se publica Gangster Original también conocido por su acrónimo OG.  En este trabajo Fernando presenta un proyecto más maduro, meditado y que a diferencia de los demás trabajos de Yung Beef, donde hay muy pocos instrumentos en vivo y cuenta con muchos samples, este disco tiene como característica los instrumentos en vivo, un sonido muy melódico y armonioso que en sus propias palabras es debido a su mudanza al sur de España que le dió ese "color" a los ritmos. Destacan tambien los interludios del puertorriqueño Alex Fatt a modo de narrador y además de que todas las canciones conectan entre si, enlazando el final y el principio de las canciones con puentes de piano y guitarra. En el apartado colaboraciones destacan los chilenos Pablo Chill-E y Polimá Westcoast, el argentino Zaramay y el rapero emergente Gloosito. También cuenta con un GALLERY SESSION de la canción «Las Prendas (Remix)» como promoción antes de la salida del album. El sencillo «Sunydeis» fue un gran éxito incluso desde antes que se lanzara como oficial, debido a que muchas canciones fueron adelantadas en verano gracias a un directo de Instagram. El álbum ha sido acogido por la crítica y los fans muy positivamente ha es uno de los más éxitosos de su carrera. El trabajo presenta visualmente un concepto entorno a la película Scarface, una referencia constante en la carrera del rapero, siendo uno de sus apodos "Manny Riviera", apodo inventado por el propio Yung Beef basandose en el personaje de la películaManolo "Manny" Ribera el cuál protagoniza la portada del disco.
En abril sacó un EP de tres temas junto a el productor internacional de origen colombiano El High, titulado Super High. Más tarde publicaría el remix de «XANAX» junto a Jory Boy y Marcianeke.
A principios del año 2022 anunció Ganster Paradise y fué publicando snippets de varios temas en redes sociales hasta que en mayo se le restringió la entrada a su cuenta de Instagram por una foto que infringía sus normas comunitarias. Aun así, Fernando seguiría trabajando y anunciaría El Plugg 3 y Bajo Bajo Mundo vía Twitter publicando algunos adelantos en su canal de YouTube. En julio viajó a Marruecos de vacaciones con su pareja de origen marroquí y grabaría los videoclips de «Cuánto Tardará en Olvidarme» y «Música y Dinero» este último perteneciente a la promoción de Ganster Paradise. En verano tambien participaría en el exitoso remix «Si Tú Te Vas Remix» junto a Khaled, Kaydy Cain y Omar Montes, que alcanzaría el doble disco de platino. 
Tras un parón de un año donde el artista viajaría constantemente a Londres para trabajar en sus proyectos, anunciaría en diciembre #A.D.R.O.M.I.C.F.M.S. 4 ½  una continuación de su famosa saga totalmente independendiente del mítico A.D.R.O.M.I.C.F.M.S. 4 (2018). Publicó como adelanto en YouTube «MENTAL BREAKDOWN» y confirmó que el album tendría un total de 24 canciones. 
En febrero publicaría el mismo día 3 adelantos de sus proyectos: «Intro Gangster Paradise», «Zkittlez» y «Religión». Trás reunir a más de 6000 personas en Ciudad de México anunciaría la fecha oficial de Ganster Paradise que finalmente sería publicado el 31 de marzo. Para promocionar el trabajo convocó a sus fans en la Plaza Callao de Madrid donde proyectó la portada en el Cine Callao y además repartió entre sus fans entre 5.000 y 10.000 euros a modo de campaña de marketing dado que fue muy viral saliendo en todos los medios españoles "gratis". Un trabajo íntimo y con un sonido melódico grácias a la participación de instrumentos en vivo nuevamente. El trabajo sigue la línea de OG respecto a letras. En el trabajo hay varios guiños a la película El rey de Nueva York basada en la vida del gángster Frank White. 
En mayo publica «DRUGSTORY» el primer adelanto oficial de #A.D.R.O.M.I.C.F.M.S. 4 ½  que tuvo una gran acogida entre el público. 
En agosto de 2023 Yung Beef fue incluido en la lista de los 50 Mejores Raperos de habla Hispana de la Historia según la prestigiosa revista Billboard ocupando el puesto #47.
El 22 de septiembre publicó Bajo Bajo Mundo un EP de 6 temas aunque hay 2 tracks dobles por lo tanto contiene 8 temas en total. Un EP de reggaetón dónde también experimenta con un dembow junto al dominicano Yomel El Meloso, un mambo en colaboración de Lennis Rodríguez y MVP Boyi, una guaracha electrónica en colaboración con el artista chileno Marcianeke y una bachata en colaboración con Jaque Original, también colabora en el trabajo el chileno Jairo Vega. En la producción encontramos tanto nombres consagrados como DJ Playero, El High o Pipo Beatz como nuevos talentos como DamnPablo. 
Al mes siguiente haría pública la fecha de salida de su tan esperado album #A.D.R.O.M.I.C.F.M.S. 4 ½ que finalmente vería la luz el 3 de noviembre debutando en el número 29 en la lista de albums más escuchados de España y manteniendose 2 semanas. Un album sin ninguna colaboración (excepto John Grvy en el último track del disco) y dónde Yung Beef trata de experimentar con sonidos refrescantes para la escena como jersey club, rage, trap dancehall, R&B, drill etc. Principalmente es un album de trap aunque sigue la línea de sonido melódica y más pausada que siguió en sus anteriores trabajos. En la producción podemos notar la participación directa de Yung Beef en la mayoría de tracks y la influencia de parte de la escena londinense, incluso el album está conectado por el sonido de las vías del metro de Londres que suena en la mayoría de tracks así como algunos extractos de la película independiente española Criando Ratas. Productores que han trabajado para el album son principalmente los londinenses The FaNaTix, JXHN P, Kelvin Krash, Painkid, LondnBlue, Mike Vegas, Font, DamnPablo, FRAXILLE, Josh Coleman entre otros. Destacar la participación de Woesum (uno de los principales productores de Sad Boys y Drain Gang) en la intro del album. El álbum tuvo una acogida con críticas mixtas por parte de sus fans, unos a favor y una numerosa cantidad decepcionados debído al hype generado por el nombre del album y la pérdida de esencia de la saga A.D.R.O.M.I.C.F.M.S. debído a la ausencia del productor Steve Lean en el album, la no existencia de un «Cryin' for PXXR Love 4» o una canción titulada «Intro» como en los demás A.D.R.O.M.I.C.F.M.S. También se criticó la duración excesiva del album y sus letras. En términos generales y con el paso del tiempo el album fué bien recibido pero muchos fans no entendían ni el título ni la portada del trabajo llegando a no considerarlo parte de la saga A.D.R.O.M.I.C.F.M.S. El álbum se publicó bajo el sello discográfico La Vendicion Records y distribuido por Virgin Music Group. Para publicitar el album antes de su salida, en verano, publicaría dos Live Sessions VEVO ctrl de «AL DENTE» y «MENTAL BREAKDOWN» grabadas en las oficinas de Vevo en Londres.
Tras un parón después de la publicación del album, en diciembre de 2023, anunciaría desde Japón el album colaborativo Los Papasitos junto a Cookin’ Soul. Los Papasitos es un proyecto anunciado en diciembre de 2015 y publicitado durante 2016 que nunca llegó a salir, trás 8 años de espera, Yung Beef y Big Size se reunirían en Tokyo para trabajar en él. Su primer adelanto, «PINK FLOYD» junto a Pablo Chill-E, se publiicó el 14 de febrero de 2024. El 28 de marzo se publicaría «KONBINI WARS» junto a Cruz Cafuné. El 25 de abril se publica el tercer adelanto de Los Papasitos, «MUCHO BEEF» en colaboración con la leyenda Mucho Muchacho. Tras anunciar que deja las drogas y prometer una profesionalización de su carrera a sus fans, Fernando logra cumplir las expectativas llevando a cabo una gira por latinoamerica llamada “Narco Cultour” dónde actuó en varias ciudades ante miles de fans en Ciudad de México, Buenos Aires, Córdoba, Salta y Santiago de Chile con un show en el mítico Movistar Arena ante más de 12.000 personas. Todo ello era la ante sala para su concierto más importante hasta la fecha titulado "El Día de la Bestia" el 14 de diciembre en el Palacio Vistalegre de Madrid dónde ofreció un espectáculo con un concepto musical, actoral, performance y visual inédito en su carrera ante un público de 15.000 personas. Con esta promesa de profesionalización en su carrera, Fernando colabora en el album Buenas noches del artista canario Quevedo en el track «LA 125». A finales del año participa en el sencillo «Cuando No Era Cantante» junto al artista mexicano El Bogueto que rapidamente ascendió en las listas musicas y fue un gran éxito tanto en México como España, llegando a alcanzar las 100 millones de escuchas.
Con un notable parón en cuanto a lanzamientos musicales respecta, Yung Beef volvió el 28 de marzo de 2025 para la segunda entrega de Traumatismo Kraneocefálico II junto a Goa. Previamente se publicaron los sencillos «Nubes Negras» y «Morfina». El album fue muy bien recibido por el público de ambos artistas, siguiendo con la linea melódica, rockera y depresiva de la primera parte y con la única colaboración vocal de Sticky M.A.

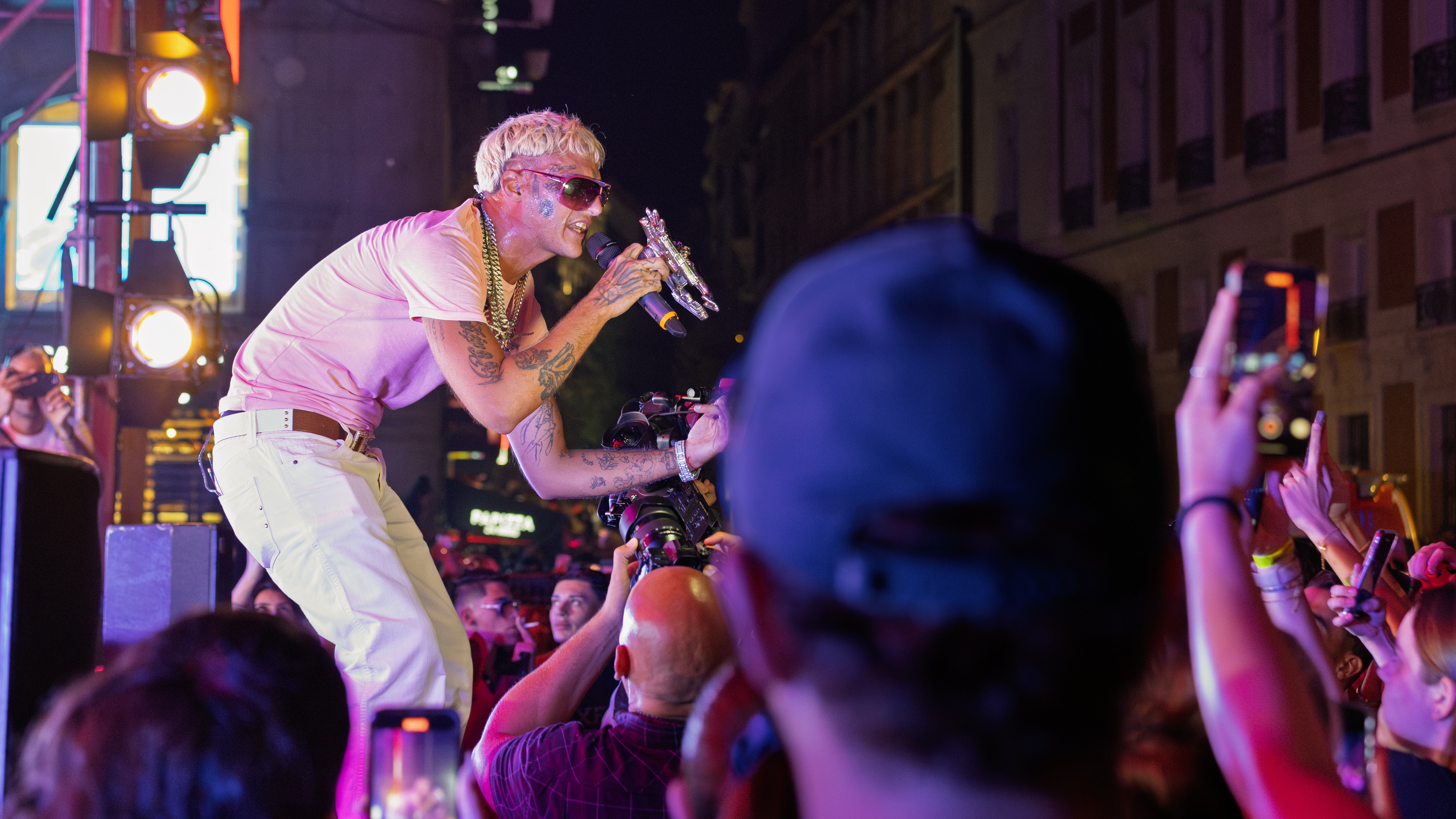
Yung Beef en julio de 2025 actuando en la Puerta del Sol de Madrid.

Tras más de 3 años de espera (incluyendo un retraso de publicación en 2023) Yung Beef confirma la salida de la tercera parte de su tan esperado trabajo El Plugg 3 presentando un concepto totalmente diferente a lo que en un inicio prometia siendo que el trabajo se publicaría en dos partes diferentes, diviendose en OVA 1 y OVA 2. Finalmente, tras publicar el sencillo «Vaso Azul», EL PLUGGG 3 OVA 1 fue publicado el 26 de junio de 2025. Con un sonido limpio y de alta calidad en el mix y master de producción, a diferencia de su anterior entrega, pero crudo y anárquico Yung Beef crea un espacio y sonido propio del album gracias a los elementos visuales y sonoros del album inspirados en el anime sobretodo shōnen y mecha que renuevan la escena trap del país. En el apartado de colaboraciones cuenta con Pablo Chill-E, ZARAMAY, Hakim, Lampa Dl7, 8belial, Doe Boy entre otros. A nivel producción el sonido sale directamente del laboratorio de producción de La Vendicion Estudio como máximos responsables en el proyecto Roydee y Painkid junto la participación de Pochi, OldPurp, DP Beats, Vae Cortez, Virtual Flavor entre otros.

## El concepto Yung Beef como artista
El personaje de Yung Beef es algo más que un cantante de música traspasando a un concepto más amplio. El trasfondo de sus referencias en sus obras es clave para entenderlo, el artista juega con la dualidad de si Yung Beef es un personaje o realmente es el verdadero Fernando. Nunca ha llegado a aclararlo, su arte es como la contraposición de el yin y yang, siempre juega con el misticismo, cristianismo, islamismo, budismo, ateísmo, astrología, santería e incluso satanismo culto del cual se ha declarado que es seguidor aunque haya explicado su relación con su propio concepto de Dios y su repulsión por la Iglesia católica o cualquier otro poder religioso que manipule a las personas. Yung Beef es un ser espiritual y eso lo refleja en sus letras siempre anteponiendo la dualidad del "bien y mal" no siguiendo los cánones impuestos por la sociedad, exponiendo "la belleza de lo malo" y de lo triste o el concepto del infierno como algo mejor que el reino de los cielos. La libertad sexual que predica Fernando. quien ha declarado estar a favor del amor libre y del poliamor e incluso ha llegado a poner en duda su heterosexualidad jugando nuevamente al despiste para romper esquemas en la sociedad (siendo la homosexualidad algo tabú en el Hip Hop) a favor del colectivo LGBT y el colectivo trans el cual siempre apoya al igual que se considera feminista aunque muchas veces sus letras han sido juzgadas como misóginas debido al lenguaje usado en ellas. Tratar de entender el concepto de Yung Beef y todo lo que abarca es difícil dado que la mayoría de entrevistas que ha realizado sus respuestas son muy sarcásticas. El define el arte como "un destello de algo bueno" y "una broma" llegando a afirmar que el único que ha hecho arte es Pablo Picasso, que el arte "se ha destruido y ha muerto", que él no es artista ni cantante porque todo está inventado aunque reivindique el arte puro en su máxima exponencia.
Su arte está acompañado de una iconografía muy propia, mezclando varios conceptos de influencias que ha podido tener de cine, música, literatura e incluso anime y videojuegos.
Los temas de sus letras van más allá de tópicos en el mundo del hip-hop como la credibilidad callejera, el mundo de la calle, el barrio, ser pobre y ser rico, su relación con el mundo de la moda, mujeres, fama, dinero, lujo, vida rockstar, el uso de drogas, el reflejo de la sociedad y de las injusticias sociales, ya que en sus letras abarca también conceptos de desamor, amor, existencia, depresión, soledad, etc.  
Su puesta en escena es clara, siendo uno de los exponentes y pioneros en la moda urbana del país, popularizando la estética vaporwave. 
Hay cierta esencia de varias corrientes filosóficas como el nihilismo, existencialismo, hedonismo, budismo, anarquismo, colectivismo anarquista etc. Aunque Fernando nunca ha hablado concretamente de estos temas, su comportamiento independiente en la música, su queja general del sistema político-económico a nivel global y su manera de entender la vida como una libertad dentro de una sociedad, llegando incluso a decir que le gusta la autodestrucción del sistema en un tono de humor. Su defensa por el empoderamiento del barrio, de hacer las cosas por tí mismo sin depender desde los de arriba y organización de causas benéficas y culturales en benefício de su comunidad reflejan el concienciamiento de clase y lucha que Yung Beef habla en sus temas.

## Otros proyectos
Ejerció como modelo de Calvin Klein saliendo en carteles del metro de Nueva York y en eventos internacionales, en 2016 formó parte en el anuncio FALL de la marca en el que aparece junto a otra celebridades cómo Zoe Krävitz, Frank Ocean y Young Thug.
Además, ha participado en diferentes eventos relacionados con el mundo de la moda, habiendo desfilado en la fashion week de Milán, en pasarela en la semana de la Moda de París y de Madrid para marcas como Pigalle y Hood By Air o para los diseñadores María Escoté, Roberto Piqueras, Maria ke Fisherman, Sita Abellán, Charaf Tajer etc. También posó para la firma Givenchy junto a Kaydy Cain en 2016. En el 2018 volvió a desfilar en la fashion week de París para Diesel. A finales de 2018 el diseñador Virgil Abloh, con quien mantenia una buena relación, pinchó en su fiesta Infierno en Madrid.
En el año 2016 participó en colaboración con la marca Nike y el famoso futbolista Neymar Jr en una selección musical llamada Neymar Mixtape donde su canción «Dinero de la Ola», el principal sencillo de Fashion Mixtape, fue seleccionada y protagonista del anuncio comercial.
En el año 2017 el grupo granadino de rock indie Los Planetas versionaron su tema «Ready Pa Morir» y sacaron «Islamabad» en donde Yung Beef añade letra a su versión junto con Jota, han interpretado varias veces el tema en directo y hasta sacado un vinilo con los dos sencillos tanto Ready Pa Morir como Islamabad. La revista Rockdelux la consideró la mejor canción del 2017. Su incursión en otros géneros ya se vió en 2016 participando en el remix de «Ojalá Estuvieras Muerto» de la artista La Bien Querida.
Tuvo también su propia tienda de ropa en Lavapiés llamada “Clockers Store”, en la que vendían ropa de marcas de streetwear poco accesibles en España.
En 2018 protagonizó junto al actor Ramón “El Cristo” el cortometraje Mala Ruina del director de cine independiente Carlos Salado además de componer la banda sonora de dicho corto.
El 29 de julio de 2019 Yung Beef se convierte en el primer español en aparecer en el famoso canal estadounidense WorldStarHipHop junto al rapero StarfoxLaFlare con el tema «No Se Sostiene» un drill producido por Rojas On The Beat. Yung Beef hasta la fecha tiene dos canciones más en la famosa plataforma americana, el 9 de marzo del 2020 como adelanto de Shishi Plugg liberaría «No Nos Pueden Soportar» junto a Pablo Chill-E, y más adelante el 1 de mayo «Sosa» junto a 645AR y Pablo Chill-E.
En 2018 participó junto a Afrojuice 195 en la banda sonora del anuncio televisivo de las nuevas botas de fútbol de la marca PUMA, las Puma One. En 2019 colaboró nuevamente con la marca y protagonizó la campaña promocional de las Puma RS-X Toys en España.
En 2020 se creó un canal en la plataforma de Twitch donde ocasionalmente hace streaming de videojuegos.
Desde 2018 organiza todas las semanas la fiesta Infierno en Madrid y desde 2021 en Granada. A finales de 2022 se amplió a Valencia además de abrir dos clubs medicinales de cannabis en Sevilla y Granada respectivamente. En 2023 también organizarían la fiesta en Sevilla. En el año 2024 se inauguró el concepto Infierno Club como sucesor de la fiesta Infierno siendo su diferencia en que no estaría fija en una misma ciudad o ciudades sino que se organizan eventos en distintas ciudades de España y varios paises como México, Chile, Argentina, Colombia e incluso Japón.
En junio de 2023 desfila en Milán para la firma DSQUARED2 protagonizando junto a Julia Fox y Rocco Siffredi la presentación de la colección "MEN SS 2024". En agosto participaría en la Tokyo Fashion Week desfilando para una marca independiente japonesa.

## Vida privada
En 2016 tuvo un hijo llamado Romeo con La Zowi, su novia desde adolescentes, quien a su vez es cantante de trap bajo el sello La Vendición. La pareja ha declarado estar de acuerdo con el poliamor y el amor libre aunque nunca se han definido como tal. A día de hoy no hay indicios de que estén juntos aunque sigan llevando una relación de amistad.
También en el año 2015 se hizo público un macrojuicio donde estaban implicados Yung Beef y su padrastro entre una treintena de personas de Granada por una macroestafa a entidades bancarias y financieras donde la defensa, tanto de Fernando Gálvez como de Rafaél Carrión, abogaron por la inocencia de ambos. Debido a la situación exitosa de su hijo, que no tenia nada que ver con lo que se le acusaba, en 2016 Fale aceptó el acuerdo con la Fiscalía, después de distintas presiones, de 3 años y 1 día de cárcel aunque este fuera inocente. Declararse culpable eximía de cualquier acusación a Fernando, quien ya era un exitoso cantante. Yung Beef siempre menciona a su padrastro en sus canciones con el lema "Free Fale". Se hizo un Change.org pidiendo su indulto pero no fue aceptado.
Otro incidente con la justicia ocurrió en marzo de 2017 cuando se le negó la entrada a Estados Unidos donde iba a actuar en el festival de Austin, Texas, SXSW y además iba a ser el primer rapero español en salir en la famosa plataforma americana de hip-hop, Lyrical Lemonade. Se dice que se le negó la entrada por antecedentes penales denegando su ESTA para acceder al país.
En septiembre de 2022 anunció en una entrevista para GQ Spain que esperaba otro hijo. En diciembre nació Rosario, su segunda hija, cuyo nombre, al igual que el de Romeo, lleva tatuado en la cara. 
En una de sus entrevistas más personales para el diario El País, antes del Infierno Fest 2024, Fernando reveló su internamiento durante más de 2 meses en un centro de desintoxicación de Málaga y habló abiertamente sobre su relación con la droga y cómo su estancia por casi 6 meses en Japón fue un intento de rehabilitación fallido puesto que en sus propias palabras la abstinencia física no sirve de nada si no recurres a profesionales para resolver los problemas actuales y del pasado, llegando a afirmar haber conectado con su "niño interior" en terapia. En esta entrevista, publicada en junio de 2024, anuncia que deja las drogas en su totalidad. 
Ha vivido en diferentes países como Francia, Inglaterra o Japón, además de vivir en diversos barrios de España como El Raval de Barcelona o Lavapiés en Madrid, pero actualmente y desde 2021 Fernando reside en la Costa Granadina, en su provincia natal, concretamente en el pueblo de Salobreña, donde, junto con el sello La Vendición, celebra anualmente el "Infierno Festival", congregando a seguidores de los géneros del Trap, Neoperreo, o Flamenco, entre otros.

## Discografía

### Álbumes
- 2013: A.D.R.O.M.I.C.F.M.S.
- 2014: #FREEMOLLY
- 2015: Los Pobres (PXXR GVNG)
- 2015: Perreo de la Muerte
- 2015: A.D.R.O.M.I.C.F.M.S. 2
- 2016: Pegao en Youtube (La Mafia del Amor)
- 2017: PXXRIFICACION (Los Santos)
- 2018: Grandes Clásicos (Recopilatorio)
- 2018: A.D.R.O.M.I.C.F.M.S. 4
- 2018: El Plugg Mixtape
- 2019: Perreo de la Muerte 2
- 2021: El Plugg 2
- 2021: Gangster Original
- 2023: A.D.R.O.M.I.C.F.M.S. 4 ½
- 2025: Traumatismo Kraneoencefáliko 2 (en colaboración con Goa)
- 2025: EL PLUGGG 3 OVA 1
- 2025: Los Papasitos (en colaboración con Cookin’ Soul) (Coming Soon)
- 2025: ShiShiPlugg 2 (en colaboración con Pablo Chill-E) (Coming Soon)
- 2025: A.D.R.O.M.I.C.F.M.S. 5 (Coming Soon)

### Mixtapes
- 2012: RIP SECX BXY 199X-1999
- 2012: Posgrades Boyz (en colaboración con El Mini)
- 2012: Free Kefta Boyz Mixtape (Kefta Boyz)
- 2012: iKids Vol.1 (Kefta Boyz)
- 2013: Yung Beef Mixtape (en colaboración con Eseig Saint Laurent)
- 2013: Yung Bricks Mixtape
- 2014: La Mafia Del Amor Mixtape (La Mafia del Amor)
- 2014: Los Gangsters también lloran The Mixtape
- 2015: Los Yumas Mixtape (PXXR GVNG)
- 2015: Trunks Future Bricks
- 2015: Microbio Mixtape (en colaboración con G Kalle)
- 2015: Ballin No Champions League 2K15
- 2015: Strap Wars (en colaboración con Hakim Lemonhaze)
- 2015: Xapiadoras The Mixtape (La Mafia del Amor)
- 2016: Gang Tapes
- 2016: La Última Cena (en colaboración con Fly Migo Bankroll)
- 2016: Sé Lo Que Hicisteis el Último Verano Mixtape (La Mafia del Amor)
- 2016: Fashion Mixtape
- 2017: 808 & Xapiadoras Mixtape (La Mafia del Amor)
- 2017: Reggaeton Antiguo (La Mafia del Amor)
- 2017: Kowloon Mixtape
- 2018: Traumatismo Kraneoencefálico (en colaboración con GOA)
- 2019: Beef Jay (en colaboración con Papi Trujillo)
- 2020: Perreo de la Muerte 2.5
- 2020: ShiShiPlugg (en colaboración con Pablo Chill-E)
- 2020: Mononoke (en colaboración con Yxungdy970)
- 2020: Sonrisas
- 2020: Lágrimas
- 2021: Drugrats (en colaboración con Uzii Gaang y Yxungdy970)
- 2022: Super High (en colaboración con El High)
- 2023: Ganster Paradise
- 2023: Bajo Bajo Mundo